# Таинственная девятка: Цветы, что распускаются в феврале
«Таинственная девятка: Цветы, что распускаются в феврале» (кит. 老九门番外之二月花开, англ. The Mystic Nine Side Story: Flowers Bloom in February) — китайский веб-фильм, входящий в сериал «Таинственная девятка: Иная история», являющийся спин‑оффом к телесериалу «Таинственная девятка». Фильм снят в жанре мистического триллера с элементами боевика и исторической драмы по мотивам серии романов Daomu Biji, написанных Сюй Лэем под псевдонимом Наньпай Саньшу. Режиссёром фильма выступил Линь Нань, сценарий написали Кеннеди Сю и Дэн Юэ. Этот фильм полностью посвящён персонажу Эр Юэхун, роль которого исполняет Чжан Исин. Фильм был совместно спродюсирован iQiyi, Dragon TV и NP Entertainment и вышел 20 октября 2016 года.   

## Сюжет
Во время войны с Японией Эр Юэхун создаёт театральную постановку прямо над древней гробницей, охраняемой японскими солдатами. Выступая на сцене как оперный артист, он умело отвлекает врагов и одновременно тайно организует транспортировку культурных реликвий через потайной туннель под сценой, успешно спасая национальное достояние.

## В ролях
- Чжан Исин — Эр Юэхун, звезда китайской оперы и второй глава объединения кланов грабителей могил «Девять старых врат Чанша».
- Мин Чжэн — Цю Шань, японский военачальник, поклонник китайской оперы.
- Чжан Чжэн Ян —  Шэнгун Вэйлай, второй человек после Цю Шаня, безжалостный и не остановящийся ни перед чем ради победы.
- Хэ Юйцзюнь — Цзи Ань, друг Эр Юэхуна, погиб при выполнении задания.
- Чэнь И Юань — Хун Сю, преданная служанка Эр Юэхуна, неизменно сопровождающая его в опасных гробничных походах.
- Дун Хуэй — Хун До, другая служанка Эр Юэхуна, активно помогающая ему в его приключениях и раскопках.
- Моу Юаньди — Бай Чжанмэй, сценический соперник и неоднозначный союзник Эр Юэхуна, чьи запутанные отношения не мешают ему прийти тому на помощь.

## Приём критиков и зрителей
На iQIYI фильм набрал более 93 миллионов просмотров.
Среди критиков отмечается эффектно расписанный образ Эр Юэхуна, как самостоятельного героя, который оказал сильное влияние на развитие китайских веб‑фильмов в плане стимулирования проектов о второстепенных героях крупных сериалов.

## Награды и номинации
| Год  | Премия                       | Категория                                  | Результат |
| ---- | ---------------------------- | ------------------------------------------ | --------- |
| 2016 | EN Awards                    | Рейтинг веб-фильмов: 10 лучших веб-фильмов | Победа    |
| 2017 | Weibo Movie Night Awards     | Наиболее влиятельный веб-фильм             | Победа    |
| 2017 | Asia New Media Film Festival | Лучший веб-фильм                           | Победа    |
| 2017 | Asia New Media Film Festival | Лучший сценарист (Наньпай Саньшу)          | Победа    |